# Специална икономическа зона
Специална икономическа зона, или свободна икономическа зона (по-разпространен термин в България), е географски регион, който има такова икономическо регулиране, което е по-либерално, отколкото обичайното за страната, на чиято територия функционират.
Понятието покрива широк обхват от специални зонови видове, като:
- зона за свободна търговия,
- експортно-производствена зона,
- свободна/безмитна зона,
- индустриална собственост,
- свободно пристанище,
- градска търговска зона и други.

Обикновено целта на такава структура е да увеличи преките чуждестранни инвестиции, международни компании или многонационални корпорации.
|  | Тази страница частично или изцяло представлява превод на страницата Special Economic Zone в Уикипедия на английски. Оригиналният текст, както и този превод, са защитени от Лиценза „Криейтив Комънс – Признание – Споделяне на споделеното“, а за съдържание, създадено преди юни 2009 година – от Лиценза за свободна документация на ГНУ. Прегледайте историята на редакциите на оригиналната страница, както и на преводната страница, за да видите списъка на съавторите. ВАЖНО: Този шаблон се отнася единствено до авторските права върху съдържанието на статията. Добавянето му не отменя изискването да се посочват конкретни източници на твърденията, които да бъдат благонадеждни. |